# Chi Hoàng bá
Chi Hoàng bá là một chi thực vật có hoa trong họ Rutaceae. Các loài trong chi này là cây lá sớm rụng, bản địa khu vực đông và đông bắc châu Á. Chúng có lá lông chim bóng như da và hoa mọc thành chùm màu vàng.

## Các loài
- Phellodendron amurense: Quan hoàng bá
- Phellodendron chinense: Xuyên hoàng bá, hoàng bì thụ.
  - Phellodendron chinense var. glabriusculum: Hoàng bá lá trụi
- Phellodendron japonicum
- Phellodendron sachalinense
- Phellodendron sinii

## Sử dụng
Được trồng làm cây cảnh do có hoa màu vàng vào mùa xuân và lá chuyển sang màu vàng vào mùa thu.
Phellodendron amurense là một trong 50 vị thuốc cơ bản của y học cổ truyền Trung Quốc. Nó được sử dụng trong điều trị viêm màng não, lị khuẩn que, viêm phổi, lao và xơ gan.